# Vidre del bosc

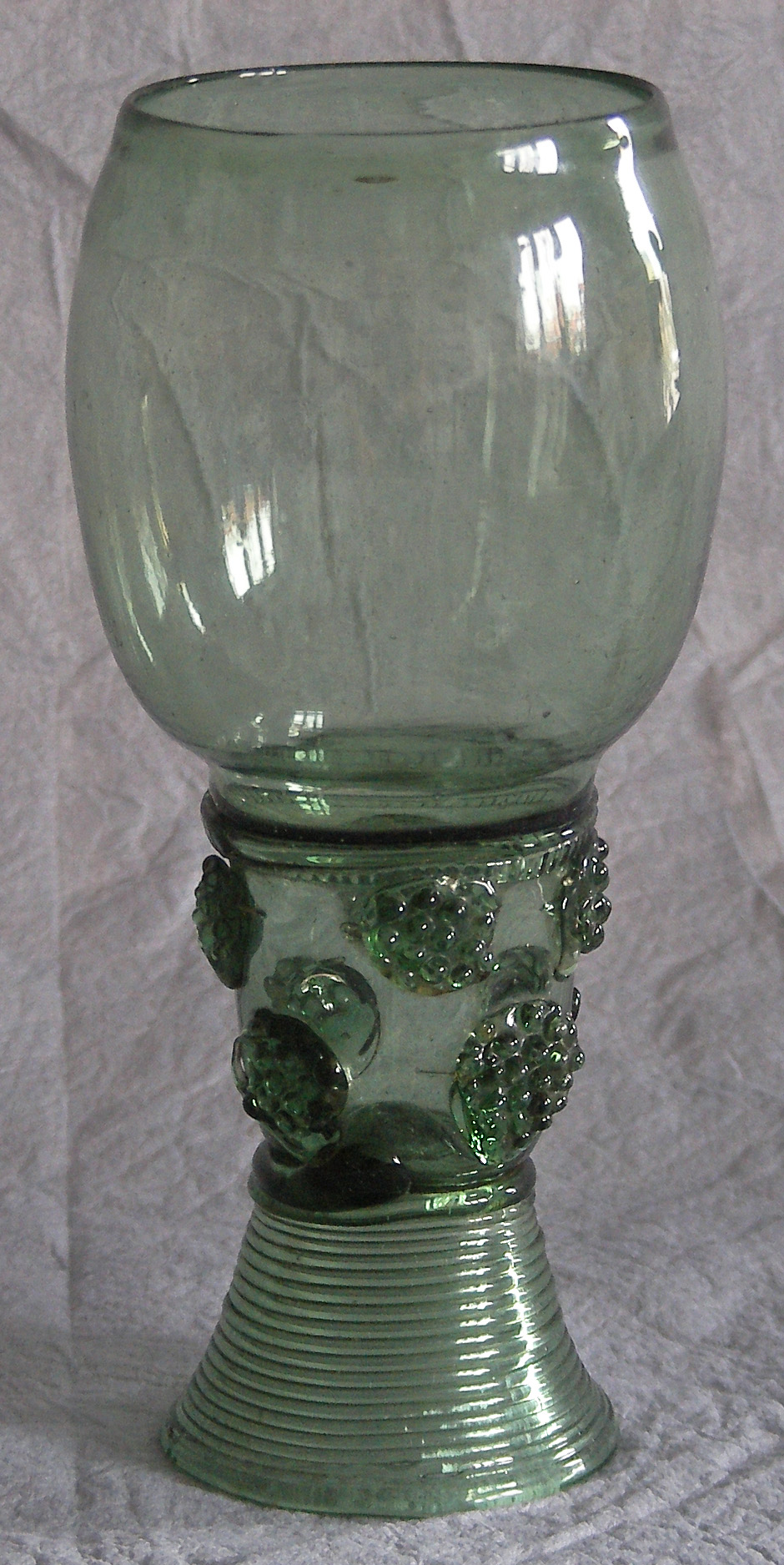
Got alemany fabricat amb waldglass, segle XVII

El terme vidre del bosc o en alemany waldglas s'aplica al vidre medieval produït al nord-oest d'Europa en el període que va del 1000 al 1700, utilitzant cendres de fusta i sorra com a matèria primera i preparat en fàbriques anomenades cases de vidre a les zones boscoses. Es caracteritza per vidres de colors verdosos-groguencs, els productes més antics sovint presenten un disseny tosc i qualitat pobra; aquest tipus de vidre era utilitzat per a fabricar bols d'ús quotidià i després, en major mesura, per a produir vidres acolorits per als vitralls de les esglésies. La seva composició i mètode de fabricació és diferent del dels vidres romà i preromà de la zona del Mediterrani i vidres islàmics contemporanis de l'est.

## Història
Durant l'Imperi Romà, la matèria primera i els mètodes de fabricació utilitzats en el nord d'Europa van ser aquells de tradició romana, utilitzant el mineral natró. Durant diversos segles després de la caiguda de l'Imperi Romà, cap al 450, el reciclatge de vidre romà era la pràctica usual i les habilitats de fabricació del vidre es van perdent. Amb el desenvolupament de l'Imperi carolingi al nord-oest d'Europa, cap a l'any 800, la demana de vidre va augmentar en forma significativa, cosa que va exposar problemes en el subministrament de les matèries primeres tradicionals, a més d'un desig imperial d'emular la cultura més sofisticada de l'Imperi islàmic (que produïa un vidre d'alta qualitat), que va conduir a experimentar amb noves matèries primeres i al desenvolupament d'una tecnologia de fabricació completament nova.
Investigacions arqueològiques han permès estudiar nombroses cases de vidre medievals a l'oest i nord d'Europa, particularment en les muntanyes d'Alemanya. A causa del reciclatge del material de construcció, la majoria d'aquests llocs es troba molt pobrament preservat, però hi ha evidència que indica que tant la fabricació del vidre com el seu modelatge posterior es feien sovint en el mateix lloc.

## Fabricació del vidre

Estructura atòmica típica del vidre

És important diferenciar entre la fabricació de vidre a partir de la matèria primera i el modelatge posterior del vidre, mitjançant el qual es produeixen els articles utilitaris o decoratius en fondre trossos de vidre en brut o cullet que poden haver estat produïts en una altra part o reciclant vidre vell.
El vidre està format per quatre components principals:
1. Un material base, que constitueix la xarxa atòmica que forma la matriu del vidre.[4] Això és òxid de silici (SiO 2), el qual en l'antiguitat era incorporat en forma de quars molt,[5] i a partir de l'era romana s'incorpora amb l'ús de sorra.
2. Un àlcali fundent, per a disminuir la temperatura de fusió del silici, permetent arribar a la fusió a temperatures aconseguibles en l'època. En èpoques antigues, les cendres de plantes riques en sodi que creixien en zones àrides al voltant de la zona est de la Mediterrània eren utilitzades com a font d'òxid de sodi (Na₂O) que feia de fundent. En èpoques romanes s'utilitzava el mineral anomenat natró, una barreja que es troba en la natura a base de sals de sodi alcalines, extretes de la zona de Wadi-Natrun a Egipte. Els fabricants de vidre islàmics posteriors als romans van tornar a utilitzar cendres de plantes riques en sodi,[6] mentre que al nord d'Europa es va desenvolupar un mètode que utilitzava cendres de fusta per a proveir potassi (K 2O) com a fundent. També es pot utilitzar òxid de calci (calç, CaO) com a fundent.[4]
3. Un estabilitzador, per a evitar que el vidre es dissolgui en aigua i augmentar la resistència a la corrosió. El més efectiu és la calç (CaO) encara que l'alúmina (En₂O₃) i l'òxid de magnesi (MgO) poden produir el mateix efecte.[4] Aquests minerals poden ja estar presents en diferents proporcions a la sorra mateixa.
4. Un colorant o opacat: poden estar presents en forma natural en el vidre, producte de les impureses en les matèries primeres, o pot ser agregat deliberadament al vidre fos en forma de minerals o com a escòria producte de processos de fusió o conformat de metalls. Els elements més utilitzats són ferro, coure, cobalt, manganès, estany, antimoni i plom. L'opacitat pot ser producte de bombolles en el vidre o la inclusió d'agents específics, com ara estany i antimoni. El color resultant i l'opacitat d'una determinada composició poden ser controlats mitjançant la temperatura i les condicions redox dins del forn.[6][7]

## La química del vidre del bosc
En èpoques postromanes, una sèrie de problemes polítics a la zona de Wadi-Natrun interrompé el subministrament de natró, per la qual cosa es van haver de desenvolupar altres alternatives. Els fabricants de vidre de l'est van tornar a utilitzar el mètode antic basat en cendres de plantes riques en sodi, i durant algun temps van proveir de vidre el sud d'Europa utilitzant les rutes comercials romanes. No obstant això, els fabricants de vidre venecià, que havien heretat les tècniques de producció de vidre romans, monopolitzaren el comerç de cendres de plantes i van prohibir als artesans que treballessin fora dels límits de la ciutat. Per tant, la resta d'Europa, al nord dels Alps, va haver de trobar una altra manera de fabricar vidre. Els materials per a la base i l'estabilitzador del vidre es presenten en abundància en totes les regions en forma de sorra o quars i calç de diversos tipus. Els europeus del nord van experimentar usant cendres de fusta, falgueres i Bracken com a fonts de fundent alcalí. En el seu apogeu, la indústria del vidre romana produïa vidre d'alta qualitat, prim, incolor i clar, amb una composició consistent. Els gots més antics realitzats amb vidre del bosc es caracteritzen per composicions summament variades i una qualitat pobra, sovint el seu color és verdós o marronós, les seves parets són gruixudes amb inclusions i bombolles. La qual cosa suggereix que l'ús de cendres de fusta no era merament un reemplaçament de la matèria primera sinó que va requerir el desenvolupament d'una nova tecnologia amb les seves dificultats associades.
Mentre que els vidres romans i encara els més antics (que tenen composicions basades en Si/Na/Ca) van tenir una uniformitat destacable que es va estendre per un nombre ampli de regions i al llarg de diversos segles, el vidre medieval (que té composicions basades en Si/K/Ca) es caracteritza per composicions summament diverses. Això pot ser explicat en certa manera en examinar la dependència de la temperatura de fusió del vidre amb les proporcions dels components que el formen, els quals per un tema de simplicitat es redueixen a tres. En la pràctica, el vidre conté molts més components que fan el sistema més complex. L'estudi d'aquests sistemes ternaris, juntament amb l'anàlisi de les impureses, permet als arqueòlegs determinar el lloc de procedència del vidre.
Es creu que, en èpoques premedievals, les matèries primeres eren escalfades fins a una temperatura en la qual es fusionaven només parcialment, de manera que les parts no fusionades eren extretes, es rentaven els components no reactius, i s'agregaven a la propera preparació. A causa de la forta influència que les composicions de Si/Na/Ca exerceixen sobre la temperatura de fusió, el vidre que s'obtenia tenia una composició bastant uniforme, independentment de la recepta de matèria primera que s'utilitzés. Les temperatures de fusió dels vidres a base de Si/K/Ca no són massa dependents de la seva composició, i produeixen vidres de composicions més diverses, de manera que les característiques limitants del sistema de Na permeteren que es deixés d'utilitzar el mètode tradicional de producció en colades parcials per produir composicions consistents i es desenvolupés una nova metodologia per controlar-ne la consistència. L'àmplia varietat de composicions, juntament amb els relats històrics sobre la fabricació del vidre semblen suggerir que el nou mètode comprenia la fosa d'un conjunt de materials "frescos", descartant els components que no reaccionaven.
A partir del 1400, impulsats pel desig de competir amb la qualitat del vidre venecià, es va descobrir que l'òxid de calci (CaO), agregat en forma de petxines, Limestone o marbre, és un bon fundent per a la mescla de sorra/potassi, produint un vidre clar, en permetre reduir la quantitat de potassi necessari, i amb això les impureses colorants que l'acompanyen.

## Comparació de composicions
|                         | Egipci segle xv aC      | Romà segle I | Europeu segle xiii          | Sirià segle XIV               | Modern               |
| ----------------------- | ----------------------- | ------------ | --------------------------- | ----------------------------- | -------------------- |
| Silici, SiO 2           | 65                      | 68           | 53                          | 70                            | 73                   |
| Soda, Na 2 O            | 20                      | 16           | 3                           | 12                            | 16                   |
| Potassi, K 2 O          | 2                       | 0,5          | 17                          | 2                             | 0,5                  |
| Cal, CaO                | 4                       | 8            | 12                          | 10                            | 5                    |
| Magnesi, MgO            | 4                       | 0,5          | 7                           | 3                             | 3                    |
| Materials de preparació | Cendra de plantes quars | natró sorra  | cendra de fusta sorra/quars | cendra de plantes sorra/quars | components sintètics |

Composicions típiques d'alguns vidres històrics i antics. Els components es donen com a percentatge en pes. A més dels indicats els vidres antics, podien contenir fins a un u per cent d'òxid de ferro i fins al tres per cent d'òxid d'alumini, a més de colorants i opacitants.

## Control del color
En experimentar amb una nova tecnologia, se'ls va fer difícil als fabricants de vidre del bosc assolir els alts nivells de claredat i color dels mètodes romans, principalment a causa de la gran variabilitat de la proporció d'elements que influeixen sobre el color de la matèria primera. La sorra i terra europea en general tenen un contingut de ferro i manganès major. El ferro en una atmosfera de forn comú produeix un vidre d'una tonalitat blavosa/verdosa, encara que també pot donar vidres groguencs. El manganès té un color violeta característic que pot arribar a compensar l'efecte del ferro i produir un vidre incolor. Per exemple, el vidre fabricat usant fusta de faig que ha crescut en terres poc riques en calç té un elevat contingut de manganès i és pràcticament incolor (p. ex.: Kleinlutzel, Jura), mentre que àrees riques en argila donen un verd oliva (Court-Chalvet, Jura). Per tant, es pot obtenir una varietat de colors i l'experimentació va permetre als artesans del vidre evolucionar des dels primitius colors apagats de tonalitats verd/groc/marró a vidres de colors clars o incolors. Les condicions locals possibilitaren que certes zones produïssin vidres de millor qualitat més d'hora. A Bohèmia, a la fi del segle xvi, s'utilitzava el poder colorant del manganès per a produir un vidre clar adequat per a tallar. El percentatge de fusta romanent en la cendra de la fusta pot també afectar el color del vidre en modificar l'atmosfera dins del forn. S'ha descobert que el vidre de York Minster era acolorit fins en un 90% de manera natural, sense que s'agreguessin colorants específics.
Altres colors clars eren produïts mitjançant la deliberada addició d'òxids de metall, sovint productes de descart de la manipulació de metalls; òxid de coure per a donar color verd o turquesa, cobalt per a obtenir un blau intens. El color vermell era molt difícil d'obtenir, utilitzant partícules de coure sota delicades i controlades condicions d'òxid de reducció. Hi ha molt poca evidència que mostri que s'hagin utilitzat opacitants a base d'antimoni o estany, o que l'ús de plom hagi afectat altres colors.

## Operació de la casa de vidre
Només es disposa de dues descripcions històriques de fabricació de vidre a Europa durant èpoques medievals. El 1120, Theophilus presbýtes, a Alemanya, va deixar assentades receptes i instruccions, i el 1530 Agricola va escriure sobre la producció de vidre en la seva època. Una altra informació útil prové de troballes arqueològiques i reconstruccions teòriques.

## Disseny del forn

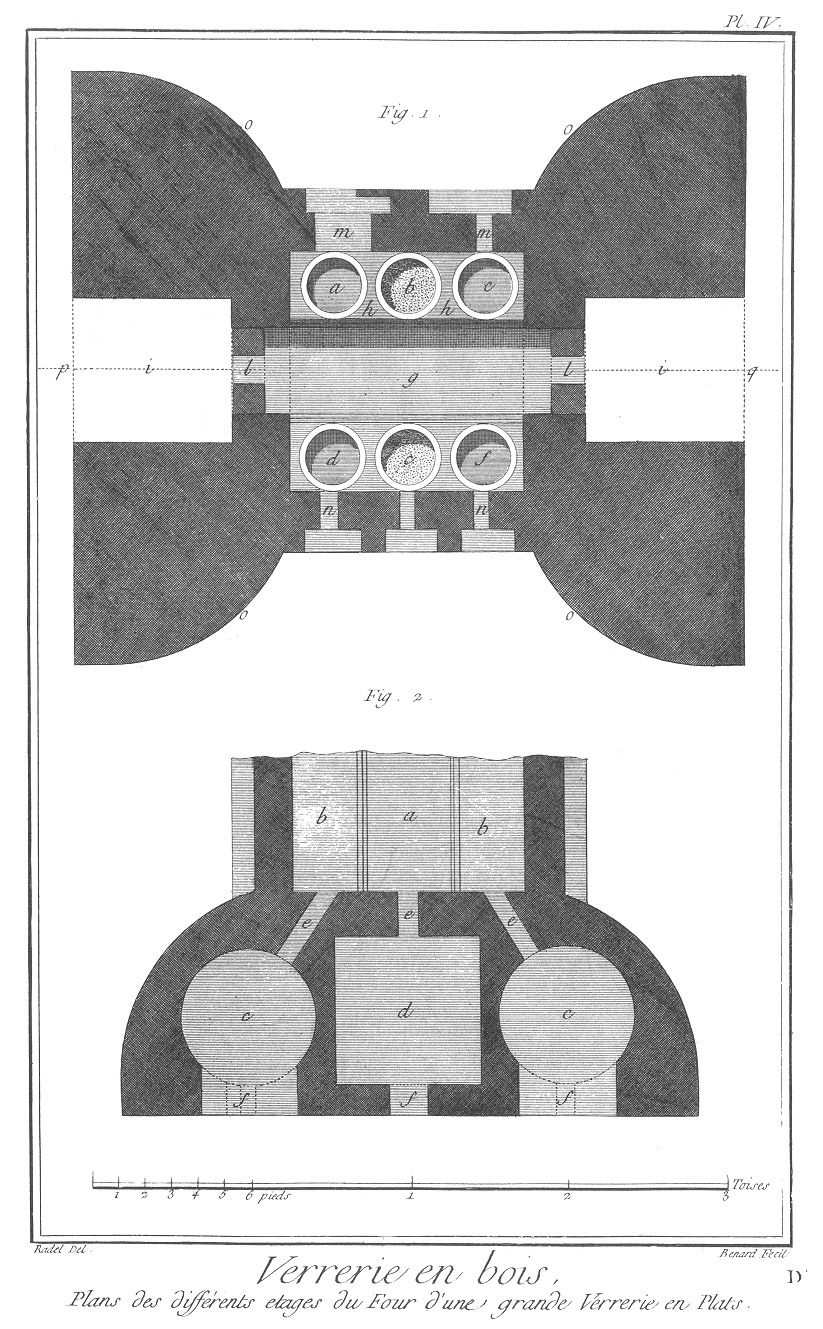
Disseny de forn de tipus papallona

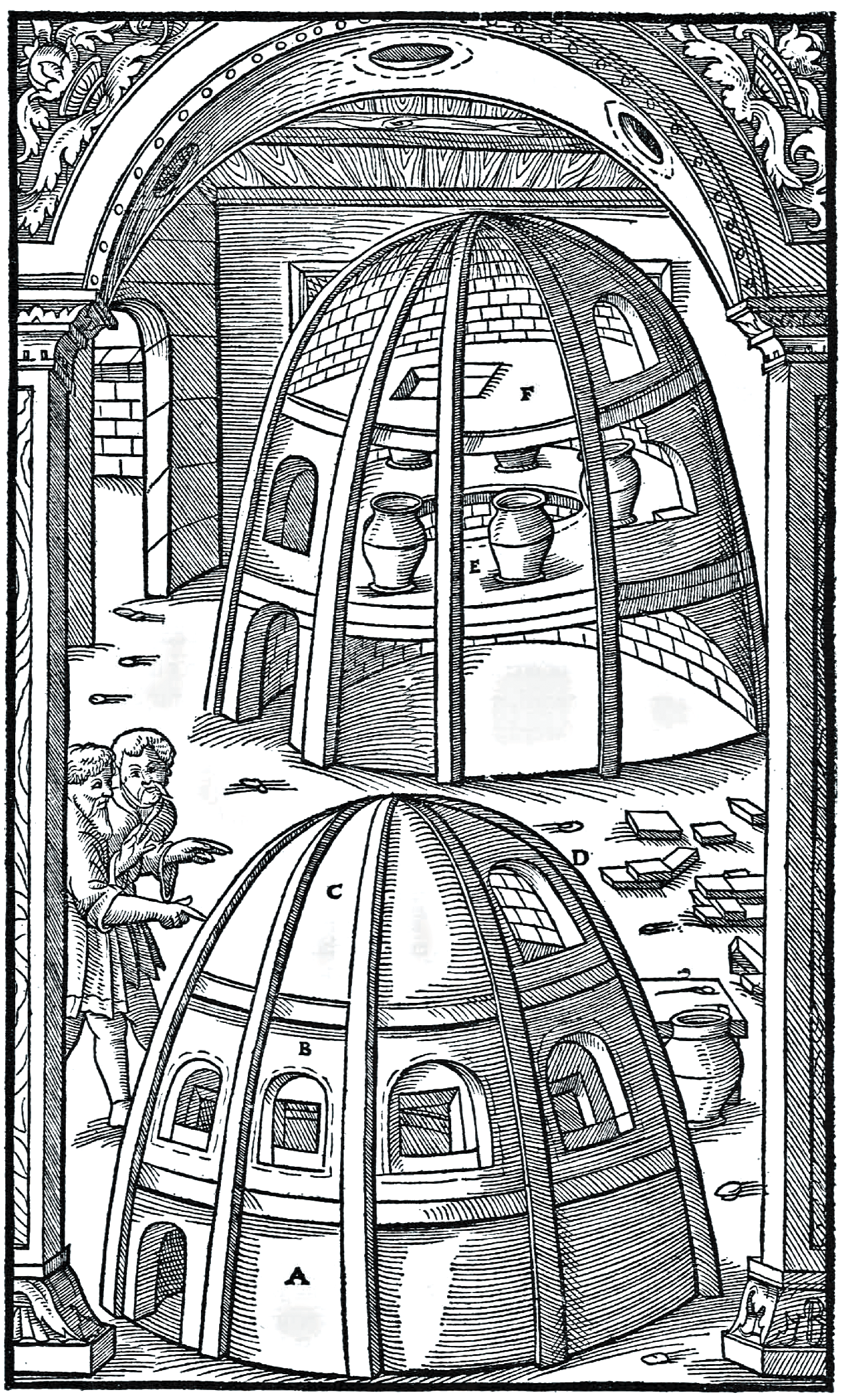
Disseny de forn de tipus bresca d'abella

## Ubicació de les cases de vidre

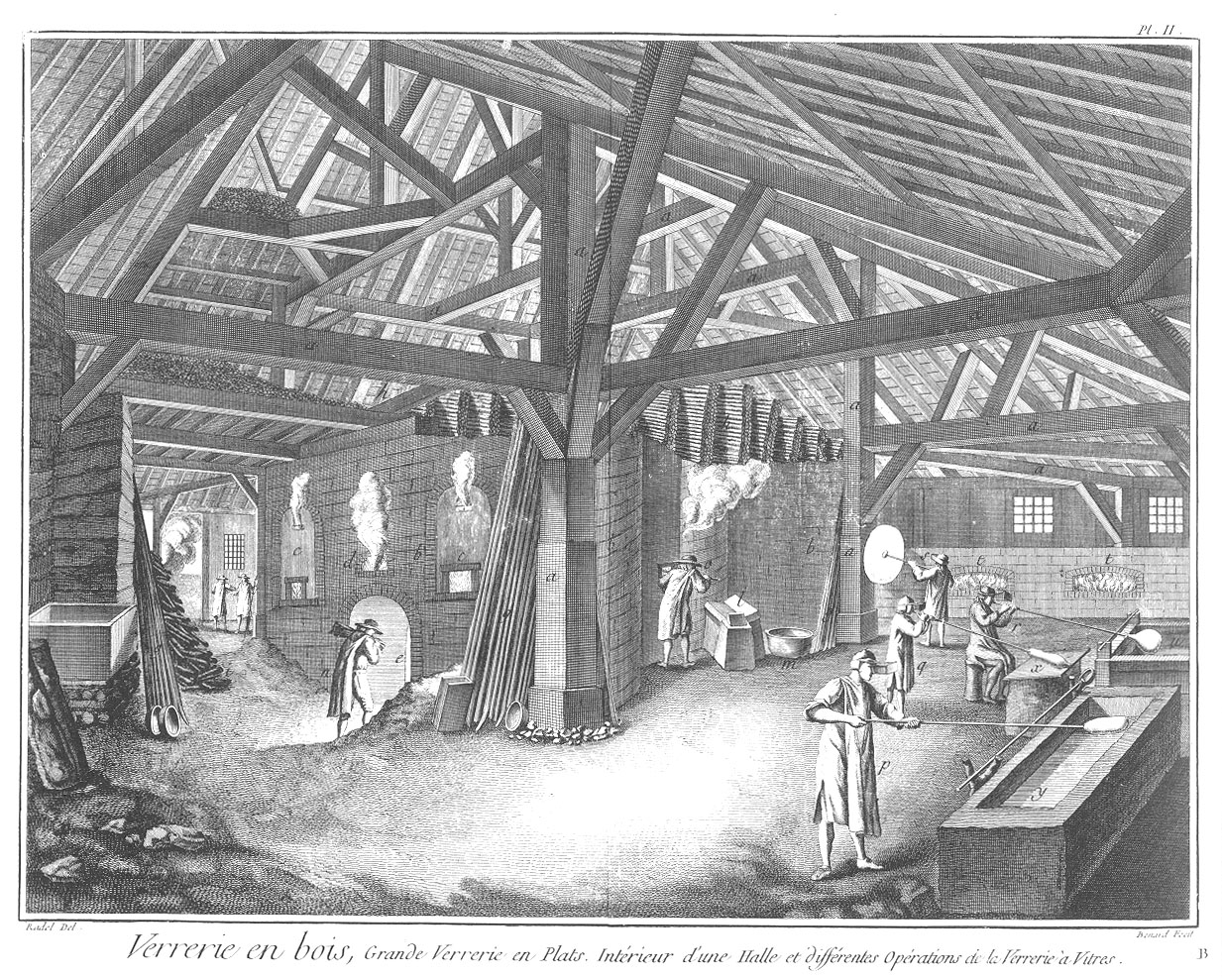
Casa de vidre del bosc del segle XVIII

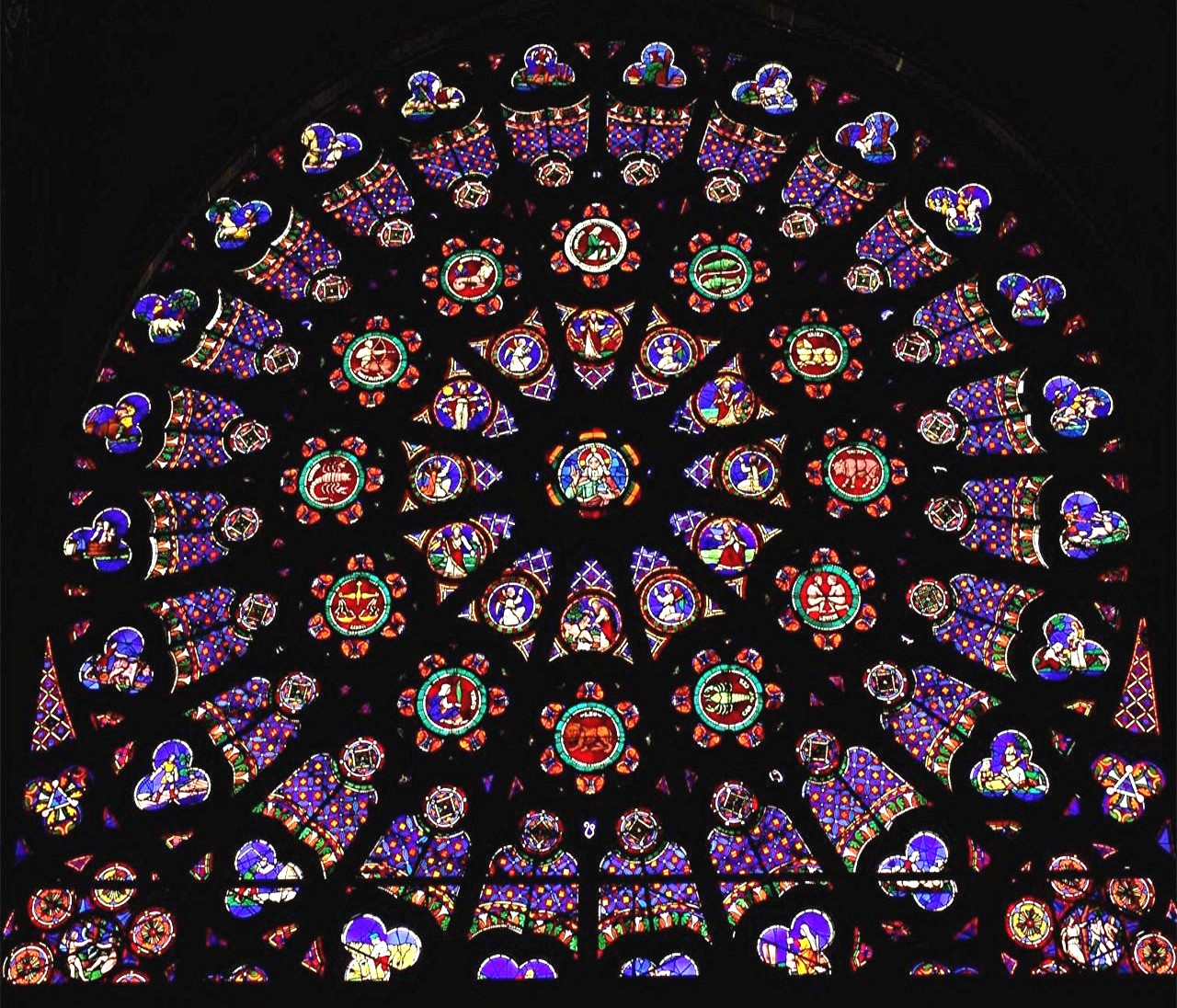
Vitralls amb vidres de colors a la catedral de Sant Denis, París